# Occidenchthonius minutus
Espèce
Synonymes
- Chthonius minutus Vachon, 1940

Occidenchthonius minutus est une espèce de pseudoscorpions de la famille des Chthoniidae.

## Distribution
Cette espèce est endémique d'Algarve au Portugal,. Elle se rencontre dans la Mina dos Mouros à Portimão.

## Description
La femelle décrite par Zaragoza en 2017 mesure 1,25 mm.

## Publication originale
- Vachon, 1940 : Éléments de la faune portugaise des Pseudoscorpions (Arachnides) avec description de quatre espèces nouvelles. Anais da Faculdade de Ciencias do Porto, vol. 25, p. 141-164.